# Sông Khai Đô
Sông Khai Đô (tiếng Trung: 开都河; bính âm: Kāidū Hé), cũng được biết tới với tên thời cổ là sông Lưu Sa (tiếng Trung: 流沙河; bính âm: Liúshā Hé) là một sông tại Khu tự trị Duy Ngô Nhĩ Tân Cương tại Trung Quốc và là một nguồn nước quan trọng đối với khu vực.
Khởi nguồn của sông Khai Đô nằm ở sườn giữa phía nam của Thiên Sơn, và từ đây sông chảy qua bồn địa Yulduz và bồn địa Yên Kỳ rồi đổ nước vào hồ Bosten và là nguồn cấp nước quan trọng nhất của hồ này. Chảy ra khỏi hồ Bosten là sông Khổng Tước (tiếng Trung: 孔雀河; bính âm: Kǒngquè Hé). Sông Khổng Tước chảy qua Thiết Môn quan (giản thể: 铁门关; phồn thể: 鐵門關; bính âm: Tiĕmén Guān) vào lòng chảo Tarim.
Trong Tây du ký, sông Khai Đô được gọi là Lưu Sa Hà và tại đây Sa Ngộ Tĩnh khủng bố những dân làng xung quanh và khách lữ hành muốn vượt sông, trước khi trở thành một đệ tử của Huyền Trang.